# 厚邱县
厚邱县，中国古县名。
西汉设立，属东海郡。东汉时建陵县并入厚邱县。东晋末，刘裕北伐，此地复为晋有，东海郡寄治厚邱县。刘宋元嘉四年（427年），废厚丘县，并入襄贲县，另置僮县。南齐时，僮县改称厚邱县。梁武帝天监五年（506年），废，置僮阳郡。至唐武德四年，复设厚邱县；天宝元年（7420年）废。厚邱故城在今江苏沭阳县茆圩乡厚邱村。